# Ōdate (Klan)
Die Ōdate (japanisch 大舘氏) waren eine Familie des japanischen Schwertadels (Buke), die sich von Minamoto no Yoshishige (源 義重; 1135–1202), einem Sohn Minamoto no Yoshikunis (源 義国; 1082–1155) ableitete, der wiederum ein Sohn des Minamoto no Yoshiie (源 義家; 1039–1106) war. Die Vorfahren gehören zu den Seiwa Genji. 

## Genealogie (Auswahl)

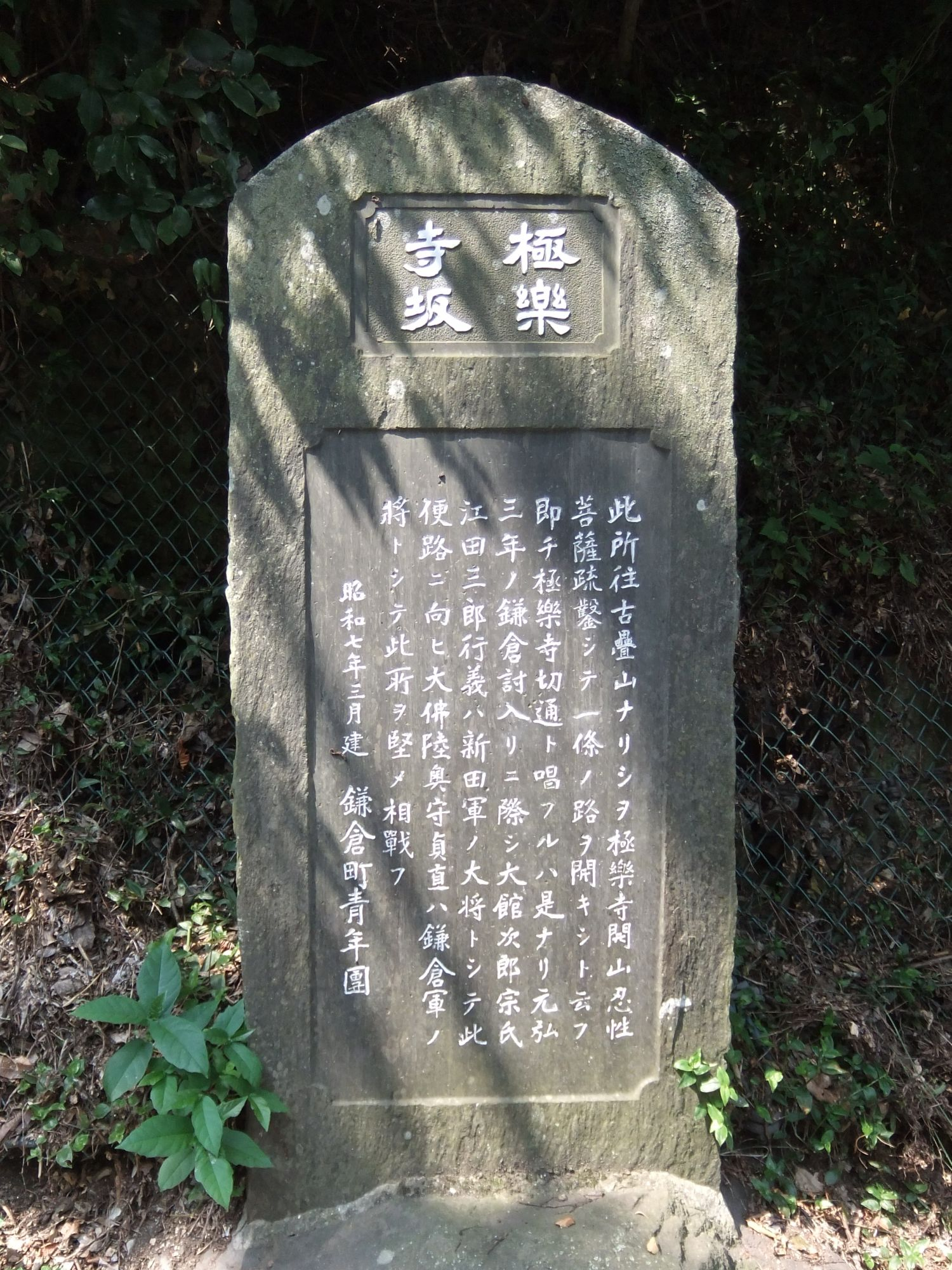
Stele am Gyokurakujizaka Kiridōshi

- Ieuji (家氏) war der erste, der sich Ōdate nannte, während sein älterer Bruder Yoshisada den Namen Nitta beibehielt.
- Muneuji (宗氏) kämpfte unter Yoshisada. Er verlor bei der Eroberung von Kamakura sein Leben.
- Ujiaki (氏明; † 1341) kämpfte unter Kitabatake Akiie (1318–1338) für den Südhof[A 2], schlug Akamatsu Norimura (赤松 則村; 1277–1350) bei Murogama und wurde zum Gouverneur von Iyo ernannt. Er kämpfte mit Wakiya Yoshisuke, um die Provinz ganz unter sich zu bekommen, aber nach dem Tode von Yoshisuke im Jahr 1340 wurde er in der Burg Seta (世田城), auf der er seit 1335 residierte, von Hosokawa Yoriharu belagert und nahm sich schließlich das Leben.
- Ujikiyo (氏清; 1337–1412) kämpfte ebenfalls unter Kitabatake Akiie und eroberte 1361 die Burg Sekioka (関岡城) in der Provinz Iga. 1373 schlug er Nikki Yoshinaga (二木 義長) und erhielt den Titel Iga no kami (伊賀の上). Später änderte er seinen Namen in Sekioka.